# Вечера за Дан захвалности
Централни део савременог празновања Дана захвалности у Сједињеним Америчким Државама је вечера за Дан захвалности (незванично названа ћурећа вечера), велики оброк чије је главно јело углавном велика печена ћурка. Дан захвалности би се могао сматрати највећим догађајем у исхрани у Сједињеним Америчким Државама, мерено малопродајом хране и пића и проценама индивидуалног уноса хране. Људи често унесу чак три или четири хиљаде калорија током вечере.
Уз присуствовање црквеним службама, вечера за Дан захвалности остала је централни део прослава од раног успостављања празника у Северној Америци. У анкети из 2015. године, Дан захвалности је био други најпопуларнији празник у Сједињеним Државама (после Божића), а ћуретина је била најпопуларнија празнична храна, без обзира на регион, генерацију, пол или расу. На вечери за Дан захвалности ћуретина се послужује са разним прилозима који могу да варирају од традиционалних, као што су пире кромпир, надјев и сос од бруснице, до оних који одражавају регионално или културно наслеђе.
С обзиром да се дани захвалности врте око захвалности, изрека молитве пре вечере за Дан захвалности је део традиције. Многа јела на традиционалној вечери за Дан захвалности су направљена од састојака пореклом из Америке, укључујући ћуретину, кромпир, слатки кромпир, кукуруз, тикву (укључујући бундеву), боранији и брусницу.  Традиција да их једу на Дан захвалности вероватно одражава њихову приступачност за касније Американце. Рани досељеници у Северној Америци јели су ћуретину, али раскошне гозбе које се често приписују Дану захвалности у 17. веку биле су креација писаца из деветнаестог века који су настојали да популаризују празник уједињавања у коме би сви Американци могли да учествују.

## Мени вечере кроз историју
Употреба ћуретине у Сједињеним Државама за Дан захвалности претходи проглашњу празника за национални празник од стране председника Абрахама Линколна 1863. У њеном роману Оrthwood; or, a Tale of New England, Сара Џозефа Хејл посветила је цело поглавље вечери за Дан захвалности, наглашавајући многе од намирница које се данас сматрају традиционалном. Иако се помињу многе друге врсте меса, "печена ћуретина је овом приликом добила предност, стављена на чело трпезе; и добро је постала њена господска станица, одашиљајући богат мирис свог сланог надева". За десерт, „прослављена пита од бундеве... заузела је најистакнутију нишу“ и описана је као „неизоставан део доброг и правог Дана захвалности Јенкијевих“.
White House Cook Book, коју је 1887. објавила Фани Лемира Жилет, имала је следећи јеловник: остриге на пола љуске, крем супа од пилећег меса, пржене љуске, тартар сос, ћуреће печење, сос од бруснице, пире кромпир, печене тиквице на боку, фритуле од пастрњака, маслине, пилећа салата, пециво од дивљачи, пита од бундеве, пита са млевеним месом, шарлота руска, сладолед од бадема, желе од лимуна, торта од хикори ораха, сир, воће и кафа.
Вечера за Дан захвалности послужена 1935. укључивала је: киселе краставце, зелене маслине, целер, печену ћуретину, гулаш од острига, сос од брусница, сос од изнутрица, прелив, врхње шпарога, кромпир пахуљице, печену шаргарепу, печену шаргарепу, млевена пита, воћни колач, бомбоне, грожђе, јабуке, шкољке, риба и многа друга храна, заједно са француском кафом, цигарама и цигаретама.
Шећер је, између осталих прехрамбених производа, био је ограничено коришћен од 1942. до 1946. године. Године 1947, као део добровољне кампање за рационализацију потрошње, Труманова администрација је покушала да промовише „четвртак без живине“, са намером да обесхрабри грађане САД да једу месо од живине или производе од јаја четвртком. Пошто је Дан захвалности увек четвртак, то је значило да ће ћуретина и пита од бундеве, две главне намирнице за Дан захвалности, бити мање спремане (пита од бундеве јер садржи јаја). Национални одбор за живину и јаја жестоко је лобирао код председника да престане да промовише план, што је кулминирало споразумом на National Thanksgiving Turkey Presentatio , непосредно пре Дана захвалности 1947. Употреба ћуретине више није била обесхрабривана, али четвртак без јаја је остао до краја године, што значи да на вечери у Белој кући те године није сервирана пита од бундеве.

## Главна јела

### Ћурка
Ћуретина је најчешће главно јело вечере за Дан захвалности, до те мере да се Дан захвалности понекад колоквијално назива „Дан ћурке“. Александар Хамилтон је прогласио да „ниједан грађанин Сједињених Америчким Држава не би требало да се уздржава од конзумирања ћурке на Дан захвалности“, а Бенџамин Френклин је веома ценио дивљу ћурку као америчку културну икону. Како је Дан захвалности растао у популарности током 1800-их, тако је порасла и ћуретина. До 1857. ћуретина је постала део традиционалне вечере у Новој Енглеској.
Домаћа ћуретина која се сада једе веома се разликује од дивље ћуретине која је била позната Хамилтону и Френклину. Дивље ћурке су пориеклом из Америке и еволуирале су пре око 5 милиона година. Најмање пет подврста се још увек налази у 48 држава, Мексику и Канади. Данас је подврста јужног Мексика Мелеагрис галлопаво скоро изумрла, али су је почетком 16. века у Европу из Мексика донели Шпанци. Потомци тих ћурки су се касније настанили у Америци.
Белтсвилска мала бела ћурка је узгојена од стране УСДА у Центру за пољопривредна истраживања у Белтсвилу у Мериленду као одговор на потражњу потрошача за малом ћурком (8-15 фунти) са више белог меса и без тамног перја. Комерцијално је представљен 1947. године и доминирао је тржиштем скоро 20 година. Мала бела је замењена широкопрсом белом ћурком, узгојеном посебно за велике празнике као што је Дан захвалности. Ове ћурке могу нарасти до преко 40 фунти, али раса мора бити вештачки узгајана и пати од здравствених проблема због своје величине. Процењује се да више од 99% америчких ћурки које се поједу су широкогруде беле. У 2006. се очекивало да ће амерички узгајивачи ћуретина узгајати 270 милиона ћурки, од којих ће бити добијено пет милијарди паунда ћурећег меса у вредности од скоро 8 милијарди долара, при чему се једна трећина укупне потрошње ћуретина дешава у сезони Дана захвалности и Божића (и петина укупног износа, само од периода Дана захвалности). Потрошња по глави становника је скоро 18 lb (8,2 kg).
Ћуретина за Дан захвалности је често пуњена традиционалним сланим пудингом од хлеба и печена. Жалфија је стандардна биљка која се додаје у надев, заједно са сецканим луком и целером. Остали састојци, као што су сецкани кестени или други орашасти плодови, измрвљена кобасица или сланина, шаргарепа, бруснице, суво грожђе и/или јабуке, могу се додати у надев. Бројни културни и регионални фактори утичу на то да ли се ово назива „пуњењем“ или „дресирањем“. Ћурке се могу пржити у дубоком уљу уместо уобичајеног начина припреме печењем, због краћег времена припреме, али овај начин припреме носи веће безбедносне ризике.

Конзумација ћуретине на Дан захвалности је толико укорењена у америчкој култури да је сваке године од 1947. организација National Turkey Federation (и још 1873. комерцијални узгајивачи ћуретине) поклањала живу ћуретину председнику Сједињених Америчких Држава пре сваког Дан захвалности. Ове ћурке су у почетку клане и сервиране за председникову вечеру за Дан захвалности; од 1989. године, пробраним ћуркама за председничку вечеру је обично дато лажно помиловање уз велику помпу и шаљу се у парк да проживе остатак свог обично кратког природног живота.
- Главна јела за вечеру за Дан захвалности
- Печена ћурка
- Шунка глазирана медом
- Печена гуска
- Турдакен, исечен тако да приказује слојеве
- Пуњени тофурки
- Вегански тањир за Дан захвалности

### Алтернативе за ћурку
На вечери за Дан захвалности понекад се послужују предјела осим ћуретине, било уз ћуретину или уместо ње као главно јело. Печена шунка се служи на Дан захвалности у многим домаћинствима. Печена гуска или патка, храна која је била традиционална на божићним вечерама у Европи, понекад се служи уместо ћурке за Дан захвалности. Италијански Американци су некад послуживали копун као главно јело за оброк за Дан захвалности. Американци ириског порекла неретко послужују ребра као централно јело; пошто је говедина у Ирској некада била реткост, породице би штеделе новац за ово јело да би означиле новопронађени просперитет и наду.
Понекад се користи живина која је пореклом из региона где се оброк одржава; на пример, Texas Monthly магазин је предложио препелицу као главно јело. У неколико области на западној обали Сједињених Држава, ракови су уобичајено алтернативно главно јело, јер сезона ракова почиње почетком новембра. Слично томе, Дан захвалности спада у сезону лова на јелене на североистоку Сједињених Амерички Држава, и као таква дивљач се понекад користи као централно јело. У селима на Аљасци понекад се једе месо китова.
Џон Меден, коментатор телевизијских игара за Дан захвалности НФЛ- а од 1981. до 2001. године, залагао се за туркдакен (en. turckducken): ћуретину откоштену, патку и пилетину постављену једно у друго, а затим кувану.
На другом крају спектра, вегетаријанци или вегани могу да изаберу замену на бази тофуа, сејтана или сочива, као што је тофурки, или да служе јела на бази поврћа као што су пуњене тиквице, које се чешће сматрају прилогом. Вегетаријански менији за Дан захвалности датирају најмање из 1897. године, када је о њима расправљао Вегетаријански клуб Универзитета у Чикагу.
Због утицаја имиграције у Сједињеним Америчких Држава, међународни приступ Дану захвалности постао је уобичајен. Основна јела за Дан захвалности могу се адаптирати или променити коришћењем укуса, техника и традиција из  кухиња популација имиграната. Други прослављају празник уз разноврсна стандардна и мултикултурална јела, посебно када постоји већи број људи које треба нахранити, јер укуси гостију могу варирати.
Живи ракун је послат из Мисисипија у Белу кућу са циљем да буде послужен за прославу Дана захвалности 1926. године. Калвин и Грејс Кулиџ одлучили су да је задрже као кућног љубимца и дали су јој име Ребека.

## Додатна јела
Многе додатна јела се обично служе уз главно јело. Обилни остаци су такође уобичајени након самог оброка. Традиционална храна за Дан захвалности понекад је специфична за тај дан, и иако се нека од јела могу видети на било ком полуформалном оброку у Сједињеним Америчким Државама.
Многи Американци би вечеру за Дан захвалности сматрали „непотпуном“ без надева, пире кромпира са умаком и соса од бруснице. Рецепт за сос од бруснице који се служи уз ћуретину појавио се у првом америчком кувар, American Cookery (1796) Амелије Симонс. Уобичајена јела од поврћа укључују пире од зимске тиквице, белу репу и слатки кромпир, који се често припрема са заслађивачима као што су смеђи шећер, меласа или маршмелоу. Сва три се могу послужити пире или печена. Често се служи и друго поврће, као што су шаргарепа или пашканат, цвекла, ротквице, шпаргле, прокулице и/или карфиол. Крем кукуруз је такође популаран.
Боранија и варијација бораније се често служе. Јело green bean casserole је измишљено 1955. и у међувремену је постало уобичајено јело за Дан захвалности.
- Прилози за вечеру за Дан захвалности
- Пире кромпир
- Надев (или прелив)
- Сос од брусница
- Тепсија зеленог пасуља
- Прокељ са сланином

Вечера може да укључује свежу салату, посебно на западној обали. Плоча за јело или послужавник са разним сиревима, сухомеснатим производима, крекерима, киселим краставцима, маслинама, луком или паприком, често се укључује или уз сам оброк или као предјело. Погачице, кекси или кукурузни хлеб (посебно на југу и деловима Нове Енглеске) такође се послужују, а макарони и сир су уобичајени прилог у неким јужним приморским областима.

## Дезерт
За дезерт се обично служе разне пите. Харијет Бичер Стоу је описала питу као „енглеску институцију, која је, пресађена на америчко тло, одмах похарала и избила у неописиву разноликост родова и врста“. Пита од бундеве се сматра најпопуларнијом и најтрадиционалнијом, али пита од јабука и пита од пекана су такође популарне алтернативе. Послужују се и пита од слатког кромпира, пита од млевеног меса, пита од вишања и крем пита од чоколаде.
- Десерт за вечеру за Дан захвалности
- Пита од бундеве са кором од цимета
- Пита са јабукама
- Пита од пекан ораха
- Пита од вишања
- Пита од слатког кромпира

## Пића
Пића на Дан захвалности могу варирати колико и прилози, често у зависности од тога ко је присутан за столом и њиховог укуса. У касном осамнаестом и раном деветнаестом веку, за Американце је било уобичајено да конзумирају сајдер и алкохолне пунчеве. Забрана из 1920-их ограничила је законске опције за Дан захвалности на млеко, воду и лимунаду. Врчеви слатког чаја често су се налазили на јужњачким столовима и пре забране и остали су популарни. Кафа се такође често служи на крају вечере за Дан захвалности.
Пре главног оброка могу се понудити алкохолна пића или коктели. На столу се често сервира неферментисани јабуковац од јабуке (мирно или пенушаво) или вино. Понекад се служи нови божоле; напитак се пласирао као пиће за Дан захвалности од када су произвођачи вина (које је доступно само на кратак период сваке године) одредили да годишњи датум пуштања буде недељу дана пре Дана захвалности који почиње 1985. године, и каже се да се добро спарује са широким избором хране која се служи за вечеру за Дан захвалности. Дан захвалности означава период године када се конзумира највише јаја, након чега следи већи врхунац за Божић.

## Регионалне разлике
Постоје многе регионалне разлике у погледу тога шта се сервира за вечеру за Дан захвалности. Свака држава и регион имају локалне преференције, почевши од надева или дресинга који се традиционално служе уз ћурку. Уобичајена верзија је неки облик мешавине крутона од белог хлеба, жалфије, лука, целера и першуна. Јужњаци углавном праве прелив од кукурузног хлеба, док они у другим деловима земље користе и пшенични, ражени или кисели хлеб као основу. Додавање састојака као што су остриге, јабуке, кестени, суво грожђе и кобасица или ћурећа изнутрица такође може одражавати регионалне и историјске разлике.
Друга јела такође одражавају регионалну, културну или етничку позадину оних који су се окупили на оброку. Многи Афроамериканци и јужњаци послужују печене макароне и сир и зеље, заједно са цитерлингима и питом од слатког кромпира. Кисели купус се понекад служи у средњем Атлантику, посебно код становника Балтимора немачког и источноевропског порекла. Многи становници средњег запада (као што су Минесотанци) норвешког или скандинавског порекла постављају сто са лефсе. Американци италијанског порекла често спремајју антипасти, тестенине и лазање.
Американци мексичког порекла често ћурку послужују са сосом кртица и печеним кукурузом. У Порторику, оброк за Дан захвалности је употпуњен са арроз цон гандулес (пиринач са голубовим грашком ), пастелама (тамалес од корена) и салатом од кромпира. Турска у Порторику је често пуњена мофонгом. Кубански Американци традиционално служе ћуретину уз мало печено прасе и укључују бели пиринач и црни пасуљ или пасуљ.

## Припрема и тајминг
Због количине хране, припрема оброка за Дан захвалности може почети рано у току дана или током дана раније. Углавном су потребни сати да се ћуретина припреми, скува и одмори пре сервирања. Многи прилози могу се бар делимично припремити унапред, а пите могу бити делимично популарни десерти јер се могу пећи данима или недељама унапред и чувати. Уобичајено је да чланови породице и пријатељи из различитих домаћинстава доносе јела на заједнички оброк.
Оброк се често служи у раним или средњим поподневним сатима.